# Hermann Hartwich (Verwaltungsbeamter)
Hermann Hartwich (* 31. Juli 1939 in Essen) ist ein ehemaliger deutscher Kommunalbeamter und Oberstadtdirektor in Essen.

## Leben und Beruf
Hartwich wurde als Sohn eines kruppschen Schlossers geboren. Seine Mutter betrieb ein kleines Lebensmittelgeschäft. Nach dem Besuch der Realschule begann er eine Lehre bei der Stadt Essen. Er wurde Leiter des Schulamts und des Hauptamts. In den 1980er Jahren wurde er kaufmännischer Chef der neuen Theater-und-Philharmonie-Gesellschaft und später Personal- und Organisationsdezernent.
1995 wurde das SPD-Mitglied Hartwich in das Amt des Oberstadtdirektors der Stadt Essen gewählt, das er bis 1999 ausübte. Damit war er nach Kurt Busch Essens siebter und letzter Oberstadtdirektor, da das Amt zur Kommunalwahl 1999 in Nordrhein-Westfalen abgeschafft und die Tätigkeiten dem Oberbürgermeister übertragen wurden. 
Im Jahr 2000 wurde Hartwich zum Vorsitzenden des Historischen Vereins für Stadt und Stift Essen gewählt. Sechs Jahre später legte er das Amt nieder. Zudem war er Vorsitzender des Essener Vereins Arbeit für Essen.